# Tollcross International Swimming Centre
Le Tollcross International Swimming Centre est une piscine olympique et centre de loisirs situé à Tollcross à Glasgow.

## Histoire
Il a servi de centre pour les compétitions de natation des Jeux du Commonwealth de 2014. 
Construit en 1997, il a été rénové en 2013 en vue de ces Jeux. Il appartient au Glasgow City Council.